# 沙勒河 (大阿河支流)
52°28′21″N 7°33′33″E / 52.47250°N 7.55917°E
沙勒河（德語：Schaler Aa），是德國的河流，位於該國西部，處於北萊茵-威斯特法倫州，屬於大阿河的左支流，河道全長31公里，流域面積137平方公里。